# Reg Lawson
Reginald Openshaw Lawson (tháng 11 năm 1880 - ?) là một cầu thủ bóng đá người Anh. Ông thường thi đấu ở vị trí tiền đạo. Ông sinh ra ở Bolton, thi đấu cho Manchester United và Bolton Wanderers.